# Гимпаци (Ђурђу)
Гимпаци (рум. Ghimpați) насеље је у Румунији у округу Ђурђу у општини Гимпаци. Oпштина се налази на надморској висини од 79 m.

## Становништво
Према подацима из 2011. године у насељу је живело 2698 становника.